# Parola e oggetto
Parola e oggetto è un saggio scritto nel 1960 da Willard Van Orman Quine. Esso affronta il problema del significato linguistico. È considerata una delle maggiori opere nel campo della filosofia del linguaggio.

## Edizioni
- Willard Van Orman Quine, Parola e oggetto, introduzione e trad. di Fabrizio Mondadori, collana "Biblioteca di filosofia e metodo scientifico" n. 31 (1970), "La cultura" n. 519 (1996), "Tascabili" n. 55 (2008), Milano, Il Saggiatore, 1970, 354 pp. ISBN 978-8856500776